# Charles III (roi de Naples)
Pour les articles homonymes, voir Charles III.
« Charles de Duras » redirige ici. Pour les autres significations, voir Charles de Durazzo.
 (octobre 2016).
Charles, duc de Duras ou Charles, duc de Durazzo (Durrës), dit le Petit, né en 1345, mort empoisonné à Visegrád le 24 février 1386, est roi de Naples de 1381 à 1386 (sous le nom de Charles III), roi de Dalmatie, de Croatie, de Rascie, de Serbie, de Galicie, de Lodomérie, de Cumanie, de Bulgarie, et brièvement roi de Hongrie de 1385 à 1386 (sous le nom de Charles II), comte de Provence, de Forcalquier et de Piémont fils de Louis d'Anjou-Durazzo, comte de Gravina, et de Marguerite de San-Severino.

## Biographie
Charles de Durazzo  est élevé à la cour de son cousin le roi Louis Ier de Hongrie, dans l'amour de la guerre et la haine de sa tante Jeanne Ire de Naples, qui est soupçonnée d'avoir fait assassiner André de Hongrie, frère de Louis Ier de Hongrie, et Louis de Gravina, père de Charles, qu'elle accusait de conspiration.
En 1379, il part à la tête d'une armée de dix mille hommes combattre Venise. À l'automne 1380, l'adoption de Louis d'Anjou par la reine Jeanne met toute la Provence en émoi. La Provence était coupée en deux : d'un côté les partisans de Louis d'Anjou conduits par les villes de Marseille, Grasse et d'Arles, de l'autre ceux de Charles de Duras regroupés autour des villes d'Aix, Nice et Tarascon. De 1382 à 1387, pendant ces troubles appelés guerre de l'Union d'Aix, la confusion est à son comble et ne s'arrêtera en Provence qu'à la mort du prince en 1386.
Entre-temps, en Italie, le pape Urbain VI, désirant détrôner sa tante, Jeanne Ire de Naples, l'incite à négocier la paix avec Venise et à marcher sur Naples (1381). Il conquiert rapidement le royaume et Jeanne Ire s'enfuit. Othon de Brunswick, le quatrième mari de Jeanne, tenta de le combattre, mais son armée l'abandonne et il est fait prisonnier. Jeanne se livre alors à Charles, mais celui-ci, voulant venger les meurtres d'André de Hongrie et de Louis de Gravina, la fait étouffer. 
Louis Ier d'Anjou que Jeanne avait adopté et à qui cette princesse avait cédé ses droits, tente de faire valoir ses droits sur Naples. Charles garnit ses places, évita le combat et laisse l'armée ennemie s'épuiser par les fatigues et le climat. Louis d'Anjou meurt en septembre en 1384, mettant un coup d'arrêt aux prétentions de la seconde dynastie angevine sur le trône de Naples. Charles finit par avoir lui aussi des démêlés avec le pape qui, l'ayant placé sur le trône, prétendait le dominer.

### Roi de Hongrie
Pendant ce temps, Louis Ier de Hongrie est mort en 1382 et Charles, qui se considère comme son héritier parce que le roi Louis Ier ne laisse que des filles, revendique le trône de Hongrie. Marie Ire, la fille aînée de Louis, est élue par la Diète, mais Charles se rend en Hongrie pour s'y faire proclamer roi en 1385. Marie Ire abdique en sa faveur et il est couronné le 31 décembre 1385. 
Au moment où il pense avoir triomphé de tous les obstacles, la jeune reine et sa mère, Élisabeth de Bosnie, composent, lui laissent croire qu'elles l'admettent comme roi ; mais, plus tard, au cours d'une fête où Charles est invité, elles l'arrêtent et massacrent son entourage le 7 février 1386. Charles, blessé, est jeté en prison à Visegrád où il meurt le 24 février. Son fils Ladislas lui succède sur le trône de Naples et un parti cherche à l'imposer comme roi en Hongrie.

## Union et postérité
Il épouse en février 1369 Marguerite de Durazzo (1347-1412), fille de Charles d'Anjou, duc de Durazzo, et de Marie de Calabre, sœur de Jeanne Ire de Naples, et a :
- Marie (1369-1371) ;
- Jeanne II (1373-1435), reine de Naples ;
- Ladislas Ier (1377-1414), roi de Naples.

## Sources
- Marie-Nicolas Bouillet  et Alexis Chassang (dir.), « Charles III (roi de Naples) » dans Dictionnaire universel d’histoire et de géographie, 1878 (lire sur Wikisource)